# 충청북도진천교육지원청
충청북도진천교육지원청(忠淸北道鎭川敎育支援廳, Jincheon Office of Education)은 충청북도 진천군을 관할하는 충청북도교육청 산하의 교육지원청이다.
교육장은 장학관으로 보한다.

## 산하 기관

### 초등학교
| - 구정초등학교 - 금구초등학교 - 만승초등학교 - 문백초등학교 | - 문상초등학교 - 백곡초등학교 - 성암초등학교 - 옥동초등학교 | - 이월초등학교 - 진천삼수초등학교 - 매산분교 - 진천상산초등학교 | - 진천상신초등학교 - 초평초등학교 - 학성초등학교 - 한천초등학교 |

### 중학교
| - 광혜원중학교 - 덕산중학교 | - 이월중학교 - 진천여자중학교 | - 진천중학교 |